# Liste der Baudenkmäler in Helmstadt
Auf dieser Seite sind die Baudenkmäler in dem unterfränkischen Markt Helmstadt zusammengestellt. Diese Tabelle ist eine Teilliste der Liste der Baudenkmäler in Bayern. Grundlage ist die Bayerische Denkmalliste, die auf Basis des Bayerischen Denkmalschutzgesetzes vom 1. Oktober 1973 erstmals erstellt wurde und seither durch das Bayerische Landesamt für Denkmalpflege geführt wird. Die folgenden Angaben ersetzen nicht die rechtsverbindliche Auskunft der Denkmalschutzbehörde.

## Baudenkmäler nach Ortsteilen

### Helmstadt
| Lage                                                                                   | Objekt                                                 | Beschreibung | Akten-Nr.              | Bild           |
| -------------------------------------------------------------------------------------- | ------------------------------------------------------ | --- | ---------------------- | -------------- |
| Altersberg, an der Straße nach Unteraltertheim (Standort)                              | Bayern-Denkmal                                         | Kriegerehrenmal für die Gefallenen des Krieges von 1866, Pfeiler mit Pilasterkanten und kräftigem Gesims auf als Sitzbank-Sockel, Sandstein, nach 1866; Inschrift: ZU EHREN DER AM 25. JULI 1866 GEFALLENEN TAPFEREN BAYERISCHEN KRIEGER. | D-6-79-144-15 Wikidata | weitere Bilder |
| An der Waage 4 (Standort)                                                              | Relief der Pietà                                       | Sandstein, 18./19. Jahrhundert | D-6-79-144-2 Wikidata  | weitere Bilder |
| Bödelein (Standort)                                                                    | Bildstock                                              | Sandstein, Säule auf geschwungenem Sockel, Aufsatz mit Relief der hl. Familie und Muschelabschluss, 1. Hälfte 18. Jahrhundert, an der Straße nach Neubrunn; Inschrift: ? / ANNA MARIA LUTZIN W MACHEN LASEN IM JAHRE 1789 | D-6-79-144-16 Wikidata | weitere Bilder |
| Flecklerisweg ()                                                                       | Bildstock                                              | Rechteckschaft auf gebauchtem Sockel mit Reliefaufsatz Vierzehn Nothelfer, bez. 1819 | D-6-79-144-49          |                |
| Framberg, Uettinger Straße (Standort)                                                  | Bildstock                                              | Sandstein, Pfeiler mit abgefasten Kanten auf gestuftem Sockel (bezeichnet 1764?), Aufsatz mit Pietà-Relief und Kreuz, frühes 18. Jahrhundert, an der Straße nach Uettingen. Sockelinschriften: Links: JACOB MARTIN VON HELMSTAT; Vorne: ZU EHRE DES BTTEREN LEYDEN JESU CHRIST HAT DIESEN; Rechts: BILTSTOCK SETZEN LASSEN IM JAHR 1764 | D-6-79-144-18 Wikidata | weitere Bilder |
| Framberg, Kreisstraße WÜ 11, nordöstlich von Helmstadt zwischen zwei Eichen (Standort) | Preußen-Denkmal                                        | Kriegerdenkmal für die im preußisch-österreichischen Krieg während des Mainfeldzuges 1866 gefallenen Soldaten des 3. Brandenburgischen Infanterie-Regiments No. 20, Rundstele aus rotem Mainsandstein mit Inschrift, Abschluss Infanteriehelm mit Lorbeerkranz, 1867 | D-6-79-144-17 Wikidata | weitere Bilder |
| Holzkirchhausener Straße 26 (Standort)                                                 | Bildstock                                              | Rundpfeiler mit eckiger Basis und Kapitell, Aufsatz mit Bildnische und Eisenkreuz, Sandstein, bezeichnet 1722, im Garten; Inschrift: A. S. 1722 | D-6-79-144-3 Wikidata  | weitere Bilder |
| Im Kies 10 (Standort)                                                                  | Katholische Pfarrkirche Sankt Martinus                 | Saalbau mit viergeschossigem Turm und dreiseitigem Chorabschluss, 1788, Langhaus neu von 1966, mit Ausstattung | D-6-79-144-4 Wikidata  | weitere Bilder |
| Im Kies 10 (Standort)                                                                  | Kirchhof                                               | | D-6-79-144-4 Wikidata  | weitere Bilder |
| Im Kies 10 (Standort)                                                                  | Gefallenendenkmal für 1914/18                          | in der Form eines Friedhofskreuzes | D-6-79-144-4 Wikidata  | weitere Bilder |
| Im Kies 10 (Standort)                                                                  | Gefallenendenkmal für 1866                             | bezeichnet 1881 | D-6-79-144-4 Wikidata  | weitere Bilder |
| Im Kies 10 (Standort)                                                                  | 5 Grabsteine                                           | für Gefallene von 1866 | D-6-79-144-4 Wikidata  | weitere Bilder |
| Im Sprüngel (Standort)                                                                 | Bildstock                                              | Pfeiler und Aufsatz mit Relief des Kreuzschleppers, bekrönt mit Eisenkreuz, Sandstein, bezeichnet 1715, an der Straße nach Neubrunn | D-6-79-144-13 Wikidata | weitere Bilder |
| Kolmar, Nordostecke des Waldes an der Oberhöhe, zwischen zwei Eichen (Standort)        | Kriegerdenkmal für 1866, sogenanntes Thüringer-Denkmal | Sandsteinobelisk mit Adler auf der Vorderseite, auf Sitzbank-Sockel, nach 1866; Inschrift: Dem Andenken der am 25. Juli 1866 Gebliebenen des 2. Thüringischen Inf. Rgts. N. 32 | D-6-79-144-14          | weitere Bilder |
| Nähe Friedenstraße (Standort)                                                          | Friedhof                                               | | D-6-79-144-5 Wikidata  | weitere Bilder |
| Nähe Friedenstraße (Standort)                                                          | Friedhofskreuz                                         | Sandstein, bezeichnet 1866; Inschrift: Es kommt die Stunde, in der Alle, welche in den Gräbern sind, die Stimme des Sohnes Gottes hören werden - Joann-5-28- | D-6-79-144-5 Wikidata  | weitere Bilder |
| Nähe Friedenstraße (Standort)                                                          | Kreuzwegstationen                                      | in der Friedhofsmauer, Sandstein, mit Eisenkreuzen, 2. Hälfte 19. Jahrhundert | D-6-79-144-5 Wikidata  | weitere Bilder |
| Nähe Holzkirchhausener Straße (Standort)                                               | Bildstock                                              | Sandstein, Pfeiler und Nischenaufsatz mit Gottesmutter und Kleeblattkreuz, bezeichnet 1730, Straße nach Helmstadt. Inschrift: ANO 1730 HAD FRANSCISGUS SPAR UND MARGEREDTA SEIN ELIGE HAUSFRAU DIESES BILT AUF LASEN RICHTEN GOT ZU EHREN | D-6-79-144-42 Wikidata | weitere Bilder |
| Katzenbuckel ()                                                                        | Bildstock                                              | Vierkantpfeiler auf Postament und Bildnischenaufsatz mit Kreuz, spätes 19. Jh., Marienfigur modern ergänzt | D-6-79-144-50          |                |
| Nähe Mardertalweg (Standort)                                                           | Bildstock                                              | Buntsandstein, Säule mit Reben und Reliefaufsatz des Walldürner Wunders und Kleeblattkreuz, bezeichnet 1803. Inschrift: 1803 / INRI / Der H: Dreyfaltigkeit und dem H: Blut zu Ehren hat H:A:M: und H:M:u:K: B:M:D: B:ST:A:G:R:im Jahr 1803 Den 14 Mey | D-6-79-144-45          | weitere Bilder |
| Steinerner Weg 1 (Standort)                                                            | Bildstock                                              | Sandstein, Pfeiler und Nischenaufsatz mit Pietà und flankierenden Cherubim, um 1700, Pfeiler bezeichnet 1898, Südostecke des Verbandsschulgeländes; Inschrift Pfeiler: 1898; Inschrift Sockel: Lass mich Mutter mit dir weinen Lass mich teilen deinen Schmerz | D-6-79-144-47 Wikidata | weitere Bilder |
| Sankt-Martin-Straße (Standort)                                                         | Wegkreuz                                               | Sandstein, bezeichnet 1892; Sockelinschrift: Es ist vollbracht / 1892 | D-6-79-144-7 Wikidata  | weitere Bilder |
| Sankt-Martin-Straße 7 (Standort)                                                       | Bildstockaufsatz                                       | Sandstein, mit Pietà-Relief, 18. Jahrhundert, eingemauert | D-6-79-144-6 Wikidata  | weitere Bilder |
| Sankt-Martin-Straße 16 (Standort)                                                      | Katholisches Pfarrhaus                                 | zweigeschossiger Walmdachbau mit Sandsteinsockel, an der Sankt-Martin-Straße Sandsteinsockel und breiter Dreiecksgiebel in der Fassade, klassizistisch, 1815 | D-6-79-144-8 Wikidata  | weitere Bilder |
| Würzburger Straße ()                                                                   | Bildstock                                              | toskanischer Pfeiler auf gebauchtem Postament mit Reliefaufsatz Vierzehn Nothelfer, bez. 1797 | D-6-79-144-48          |                |
| Würzburger Straße, Flurstück „Heroldsacker“ (Standort)                                 | Wegkreuz                                               | Sandstein, bezeichnet 1915; Inschrift: Mein Jesus Barmherzigkeit / Gütigster Herr Jesus gieb den armen Seelen die ewige Ruhe / 1915. | D-6-79-144-46 Wikidata | weitere Bilder |
| Würzburger Straße (Standort)                                                           | Prinz-Ludwig-Denkmal                                   | Sandsteinkubus auf quadratischem Grundriss mit vier Inschrift-Nischen und flachem Pyramidendach, zur Erinnerung an Verwundung von Prinz Ludwig von Bayern, 1866, 1909 errichtet, an der Straße nach Würzburg; Inschriften: Vorne: AUF HIESIGER GEMARKUNG EHRINSTAL WURDE AM 25. IULI 1866 S. K. HOHEIT PRINZ LUDWIG von BAYERN DURCH EINE FEINDLICHE KUGEL SCHWER VERWUNDET.; Rechts: MEINE VATERPFLICHTEN TRETEN IN DIESER STUNDE ZURÜCK GEGENÜBER HÖHEREN PFLICHTEN, DIE ICH GEGEN DAS VATERLAND ZU ERFÜLLEN HABE. PRINZ LUITPOLD, 25. VII. 1866.; Hinten: ERRICHTET AUF VERANLASSUNG DES KRIEGER- UND VETERANEN-VEREINS- HELMSTADT, AUS ZUSCHÜSSEN DER GEMEINDE HELMSTADT, VERSCHIEDENER BAYRISCHER REGIMENTER UND KRIEGERVEREINE IM JAHRE 1909; Links: KAMPF DER DIVISION PRINZ LUITPOLD V. BAYERN GEGEN DIE PREUSSISCHE DIVISION BEYER. | D-6-79-144-19 Wikidata | weitere Bilder |
| Würzburger Straße 1 (Standort)                                                         | Relief der Vierzehn Nothelfer                          | Sandstein, bezeichnet 1769; Inschrift: S B M 1769 W / Jesus Maria Joseph stehe uns bey Amen | D-6-79-144-9 Wikidata  | weitere Bilder |
| Würzburger Straße 18 (Standort)                                                        | Bildstock                                              | Sandstein, gedrungener Sockel, Säule und Nischenaufsatz mit Kreuzigungs-Relief und Rundbogenabschluss, bezeichnet 1747; Inschrift Pfeiler: 1747 / Gott und seiner liebsten Mutter Maria zu Ehren hat Kilian Borsts und Margarethe seine Hausfrau diesen Bildstock aufrichten lassen; Inschrift des Sockels stark verwittert | D-6-79-144-10 Wikidata | weitere Bilder |
| Würzburger Straße 28 (Standort)                                                        | Wegkreuz                                               | Sandstein, Ende 19. Jahrhundert; Inschrift: Es ist vollbracht / Vater / In deine Hände empfehle / ich meinen Geist. | D-6-79-144-12 Wikidata | weitere Bilder |

### Holzkirchhausen
| Lage                                           | Objekt                                  | Beschreibung | Akten-Nr.              | Bild           |
| ---------------------------------------------- | --------------------------------------- | --- | ---------------------- | -------------- |
| Am Stöckigspfad, Lerchenberg (Standort)        | Kreuzwegstationen                       | zwei Engelsfiguren, Kreuz, 1872, Straße nach Neubrunn                                                                            | D-6-79-144-40 Wikidata | weitere Bilder |
| Bauershof (Standort)                           | Bildstock                               | Sandstein, gefaster Pfeiler und Nischenaufsatz mit Pietà und Kreuz, bezeichnet 1751, an der Autobahnunterführung                 | D-6-79-144-43 Wikidata | BW             |
| Bauershof, Weinberg (Standort)                 | Bildstock                               | mit Pietà, bezeichnet 1751, in der Flur                                                                                          | D-6-79-144-41 Wikidata | BW             |
| Brandstraße 2 (Standort)                       | Wohnhaus                                | zweigeschossiger Satteldachbau in Ecklage, Fachwerk verputzt, 18. Jahrhundert, aufgesetztes Fachwerkimitat                       | D-6-79-144-34 Wikidata | weitere Bilder |
| Buchwaldstraße 5 (Standort)                    | Bildstock                               | Sandstein, gefaster Pfeiler und Nischenaufsatz mit Dreifaltigkeit, bezeichnet 1892                                               | D-6-79-144-20 Wikidata | weitere Bilder |
| Frankenstraße 2 (Standort)                     | Wohnhaus                                | zweigeschossiger, giebelständiger Satteldachbau, verputztes Fachwerk, 17. Jahrhundert                                            | D-6-79-144-21 Wikidata | weitere Bilder |
| Frankenstraße 5 (Standort)                     | Bildstock                               | Sandstein, Altarsockel, Säule und Nischenaufsatz mit Pietà und Kleeblattkreuz, bezeichnet 1731                                   | D-6-79-144-23 Wikidata | weitere Bilder |
| Frankenstraße 22 (Standort)                    | Bildstock                               | Sandstein, gefaster Pfeiler und Nischenaufsatz mit Relief Dreifaltigkeit, 18. Jahrhundert                                        | D-6-79-144-24 Wikidata | weitere Bilder |
| Hallstattstraße 4 (Standort)                   | Wohnhaus                                | zweigeschossiger, giebelständiger Satteldachbau, Obergeschoss verputztes Fachwerk                                                | D-6-79-144-26 Wikidata | weitere Bilder |
| Hallstattstraße 4 (Standort)                   | Nische                                  | mit Jesusfigur, 18. Jahrhundert                                                                                                  | D-6-79-144-26 Wikidata | weitere Bilder |
| Hallstattstraße 6 (Standort)                   | Wohnhaus                                | zweigeschossiger, giebelständiger Satteldachbau, Obergeschoss verputztes Fachwerk und Balkon mit Heiligennische, 18. Jahrhundert | D-6-79-144-27 Wikidata | weitere Bilder |
| Hauptstraße 15, Hauptstraße 17 (Standort)      | Bildstock                               | Sandstein, Säule und Aufsatz mit Relief Dreifaltigkeit, bezeichnet 1779                                                          | D-6-79-144-29 Wikidata | weitere Bilder |
| Hauptstraße 19 (Standort)                      | Wohnhaus                                | zweigeschossiger Satteldachbau in Ecklage, mit Zierfachwerk, 17./18. Jahrhundert                                                 | D-6-79-144-31 Wikidata | weitere Bilder |
| Hauptstraße 20 (Standort)                      | Bildstock                               | Sandstein, Säule und Aufsatz mit Hl. Blut-Relief, bezeichnet 1779                                                                | D-6-79-144-32 Wikidata | weitere Bilder |
| Hinter der Kirche (Standort)                   | Friedhofskreuz                          | Sandstein, bezeichnet 1805 | D-6-79-144-38 Wikidata | weitere Bilder |
| Hinter der Kirche (Standort)                   | Pietà                                   | Sandsteinrelief, 18. Jahrhundert                                                                                                 | D-6-79-144-38 Wikidata | weitere Bilder |
| Hinter der Kirche (Standort)                   | Wegkreuz                                | Sandstein, Kreuzarme mit Kleeblattenden, bezeichnet 1797, Ortsausgang nach Neubrunn                                              | D-6-79-144-39 Wikidata | weitere Bilder |
| Kirchstraße 1 (Standort)                       | Katholische Kuratiekirche Sankt Ägidius | Saalbau mit eingezogenem Chor und Sakristeianbau, Satteldach mit Giebelreiter, 1712/13, mit Ausstattung                          | D-6-79-144-33 Wikidata | weitere Bilder |
| Kirchstraße 1 (Standort)                       | Kirchhofbefestigung                     | | D-6-79-144-33 Wikidata | weitere Bilder |
| Kirchstraße 1, im Kirchhof (Standort)          | Kruzifix                                | 19. Jh. | D-6-79-144-33 Wikidata | weitere Bilder |
| Kirchstraße 1, an der Kirchhofmauer (Standort) | Gedenkstein                             | 1715 | D-6-79-144-33 Wikidata | weitere Bilder |
| Ölgartenstraße 1 (Standort)                    | Wohnhaus                                | zweigeschossiger, traufständiger Satteldachbau, Fachwerk verputzt, 18. Jahrhundert                                               | D-6-79-144-35 Wikidata | weitere Bilder |
| Raiffeisenstraße 12 (Standort)                 | Wohnhaus                                | zweigeschossiger, giebelständiger Satteldachbau mit Fachwerkobergeschoss, 18. Jahrhundert                                        | D-6-79-144-36 Wikidata | weitere Bilder |
| Unteres Tor 2 (Standort)                       | Holzkreuz                               | auf Sandsteinsockel, bezeichnet 1884                                                                                             | D-6-79-144-37 Wikidata | weitere Bilder |

## Ehemalige Baudenkmäler
In diesem Abschnitt sind Objekte aufgeführt, die früher einmal in der Denkmalliste eingetragen waren, jetzt aber nicht mehr. Objekte, die in anderem Zusammenhang also z. B. als Teil eines Baudenkmals weiter eingetragen sind, sollen hier nicht aufgeführt werden. Aktennummern in diesem Abschnitt sind ehemalige, jetzt nicht mehr gültige Aktennummern.

| Lage                                      | Objekt                   | Beschreibung           | Akten-Nr.              | Bild |
| ----------------------------------------- | ------------------------ | ---------------------- | ---------------------- | ---- |
| Helmstadt Am Anger 7 (Standort)           | Ausleger mit Doppeladler | frühes 19. Jahrhundert | D-6-79-144-1 Wikidata  | BW   |
| Helmstadt Würzburger Straße 22 (Standort) | Madonnenfigur            | 19. Jahrhundert        | D-6-79-144-11 Wikidata | BW   |